# Carlos Abel Jarpa
Carlos Abel Jarpa Wevar (n. Santiago, 14 de noviembre de 1944) es un oftalmólogo y político chileno independiente, antiguamente militante del Partido Radical (PR) hasta su renuncia en diciembre de 2019. Se desempeñó como diputado por el Distrito N.° 19 de la Región de Ñuble.

## Biografía
Hijo de doña Matilde Wevar y don Abel Jarpa Vallejos, quien se desempeñara como alcalde de Chillán y diputado por la 16° Agrupación Departamental de Chillán, Bulnes y Yungay para el período 1969-1973. 
Realizó sus estudios secundarios en el Colegio Seminario de Chillán para luego ingresar a la Facultad de Medicina de la Universidad de Concepción. Posteriormente se trasladó a la Universidad de Chile, donde se tituló como médico cirujano con especialización en Oftalmología. En 1975 hizo un postgrado en Oftalmología en la Universidad de Puerto Rico.
Ejerció su profesión en el Servicio de Salud de Chillán. Fue académico de la Universidad del Bío-Bío en las carreras de Enfermería y Nutrición. Es miembro del Colegio Médico de Chile; socio del Club Andino y del Rotary Club de Chillán; socio voluntario de la 4ª Compañía de Bomberos de Chillán; y socio cooperador del Club Deportivo Ñublense.

## Vida política
Ingresó al Partido Radical en 1983. Fue consejero regional de Biobío y miembro del Consejo Nacional del partido.
Entre los años 1990 y 1996 fue gobernador de la Provincia de Ñuble.
En 1997 fue elegido como diputado por el distrito 41, integrando las comisiones permanentes de Relaciones Exteriores, Asuntos Interparlamentarios e Integración Latinoamericana; y de Ciencia y Tecnología, la que presidió. También, participó en la Comisión Especial de Drogas. Fue reelecto en 2001, ocupando la Vicepresidencia de la Cámara de Diputados entre el 21 de enero y el 19 de noviembre de 2003. Repostuló a su cargo, resultado electo en los comicios del año 2005, 2009 y 2013.
En las elecciones parlamentarias de 2017 fue elegido diputado por el nuevo distrito 19. En diciembre de 2019 votó a favor de la cuestión previa que dejó sin efecto la primera acusación constitucional contra Sebastián Piñera, por lo cual el Consejo General del Partido Radical acogió una propuesta de los presidentes regionales del partido para expulsarlo. Finalmente, el 19 de diciembre, anunció su renuncia a la militancia radical, junto al también diputado Fernando Meza.

## Historial electoral

### Elecciones parlamentarias de 1997
- Elecciones parlamentarias de 1997 a Diputado por el Distrito 41 (Chillán, Chillán Viejo, Coihueco, El Carmen, Pemuco, Pinto, San Ignacio y Yungay)[3]

### Elecciones parlamentarias de 2001
- Elecciones parlamentarias de 2001 a Diputado por el Distrito 41 (Chillán, Chillán Viejo, Coihueco, El Carmen, Pemuco, Pinto, San Ignacio y Yungay)[4]

### Elecciones parlamentarias de 2005
- Elecciones parlamentarias de 2005 a Diputado por el Distrito 41 (Chillán, Chillán Viejo, Coihueco, El Carmen, Pemuco, Pinto, San Ignacio y Yungay)[5]

### Elecciones parlamentarias de 2009
- Elecciones parlamentarias de 2009 a Diputado por el Distrito 41 (Chillán, Chillán Viejo, Coihueco, El Carmen, Pemuco, Pinto, San Ignacio y Yungay)[6]

### Elecciones parlamentarias de 2013
- Elecciones parlamentarias de 2013 a Diputado por el Distrito 41 (Chillán, Chillán Viejo, Coihueco, El Carmen, Pemuco, Pinto, San Ignacio y Yungay)[7]

### Elecciones parlamentarias de 2017
- Elecciones parlamentarias de 2017 a Diputado por el distrito 19 (Bulnes, Cabrero, Cobquecura, Coelemu, Ñiquén, Portezuelo, Quillón, Quirihue, Ninhue, Ránquil, San Carlos, San Fabián, San Nicolás, Treguaco, Yumbel, Chillán, Chillán Viejo, Coihueco, El Carmen, Pemuco, Pinto, San Ignacio y Yungay)[8]